# Frederick G. Katzmann
Frederick Gunn Katzmann (* 12. September 1875 in Boston, Massachusetts; † 15. Oktober 1953 ebenda) war ein US-amerikanischer Jurist und von 1916 bis 1922 Staatsanwalt in Massachusetts. Er erhob und leitete im kontroversen Fall Sacco und Vanzetti die Anklage.

## Leben
Frederick Katzmann wurde 1875 im Bostoner Ortsteil Roxbury geboren. Er wuchs unter ärmlichen Verhältnissen als Sohn eines Deutschen und einer Schottin im Stadtteil Hyde Park auf. Sein Mittelname Gunn, meist abgekürzt als G., ist der Geburtsname seiner Mutter. Er besuchte die Boston Latin School und später die Harvard University, was durch die finanzielle Unterstützung einer Tante möglich wurde. Etwas Geld verdiente er außerdem als Sänger in Kirchen und bei Begräbnissen. Als untersetzter, unsportlicher Schüler aus armer Familie galt er als Außenseiter. Seine schulischen Leistungen waren unauffällig.
Nach der Reifeprüfung kam er nach Hyde Park zurück und arbeitete einige Jahre als Stromableser des örtlichen Elektrizitätswerks, ehe er sich entschloss, Anwalt zu werden. Da seine finanzielle Lage ein Studium in Harvard nicht zuließ, studierte er Jura an der Boston University, wo er als Bachelor 1902 abschloss. Sein anschließendes Praktikantenjahr absolvierte er bei einer anerkannten Bostoner Firma am Pemberton Square. Danach richtete Katzmann in Hyde Park seine Anwaltskanzlei ein.
Im September 1904 heiratete er Grace L. Brown. Das Paar hatte zwei Töchter. Seine Arbeit verlief erfolgreich: 1907 bis 1908 vertrat er Hyde Park im Repräsentantenhaus von Massachusetts. 1909 wurde Katzmann, Mitglied der Republikanischen Partei, Assistent des Staatsanwalts. Im November 1916 kandidierte er schließlich selbst in dieser Funktion. Er wurde gewählt und stellte sich nach drei Jahren erfolgreich der Wiederwahl.
Im Mai 1920 wurden Nicola Sacco und Bartolomeo Vanzetti als Verdächtige nach einem Raubmord verhaftet. Katzmann zeigte sich trotz fehlender stichhaltiger Beweise von deren Schuld überzeugt und erstattete Anzeige. Der Fall löste weltweite Proteste aus. Katzmann, der die Anklage während des Prozesses leitete, schürte nach Meinung von Kritikern durch seine Art der Kreuzverhöre bei den Geschworenen Ressentiments gegen Ausländer. Auch der Vorwurf der Beweisfälschung wurde gegen ihn erhoben. Zwei Jahre nach dem Prozess im Jahr 1921 nahm er wieder die Arbeit in seiner privaten Anwaltskanzlei auf. Aus Sorge vor Vergeltungsschlägen im Zuge der Hinrichtung von Sacco und Vanzetti im August 1927 wurde Katzmanns Haus bis 1933 rund um die Uhr polizeilich bewacht. Er verweigerte bis zum Ende seines Lebens Stellungnahmen zu dem kontroversen Fall. Katzmann starb am 15. Oktober 1953 im Alter von 78 Jahren an einem Herzinfarkt im Bostoner Ortsteil Roslindale.